# Mistrovství světa v atletice 1997 – desetiboj muži
Desetiboj na MS 1997 v Athénách (5. – 6. srpna 1997) byl při neúčasti obhájce a aktuálního olympijského vítěze z Atlanty 1996 Dana O'Briena otevřenou záležitostí. Suverénním výkonem zde nakonec zvítězil český vícebojař Tomáš Dvořák novým národním rekordem 8837 bodů, kterým překonal vlastní osobní i národní rekord o plných 173 bodů. Zvítězil o 107 bodů před Bělorusem Eduardem Hämäläinenem (8730 b.) a Němcem Frankem Busemannem (8652 b.), který Dvořáka porazil v boji o stříbro o rok dříve v Atlantě. Celkově 9. skončil v závodě tehdy začínající český vícebojař Roman Šebrle (8232 b.), další Čech Robert Změlík soutěž nedokončil. Závodu se zúčastnilo celkem 34 desetibojařů, nedokončilo 14 z nich.

## Průběh boje o medaile
Nejrychlejší stovku podle očekávání zaběhl Američan Chris Huffins (10,39 s.), který ale nakonec desetiboj nedokončil. Z budoucích medailistů byl nejrychlejší Dvořák (v novém o. r. 10,60 s.) před Busemannem (10,76 s.) a Hämäläinenem (10,81 s.). V dálce zvítězil Busemann (796 cm), Dvořák skočil 764 cm a Hämäläinen 756 cm. Kouli ovládl Dvořák s výkonem 16,32 m., Bělorus vrhl 15,71 m., Němec pouze 13,53 m. Ve výšce byl nejslabší Hämäläinen (197 cm), Dvořák zdolal 200 cm a Busemann velmi dobrých 209 cm. 400 metrů zvládl nejrychleji Hämäläinen (46,71 s.), Dvořák si zaběhl osobní rekord 47,56 s., Busemann doběhl v čase 48,32 s. Na 110 m. překážek byl podle očekávání nejrychlejší Němec (13,55 s.), Dvořák ale nezaostal (osobní rekord 13,61 s.). Hämäläinen běžel rovněž velmi rychlých 13,74 s. V disku kraloval Bělorus s 50,50 metru, Dvořák hodil 45,16 m., Busemann ztrácel s výkonem 42,56 m. V tyči zvládl Dvořák i Busemann rovných 5 metrů, Hämäläinen ještě o 20 cm víc. 
Rozhodlo se pak zejména v oštěpu, kde Dvořák jako jediný překonal sedmdesátimetrovou hranici (70,34 m.), zatímco Busemann hodil 63,92 metru a Hämäläinen pouze 59,82 m. V závěrečném běhu si Dvořák pohlídal zlato časem 4:35,40 minuty před Hämäläinenem (4:37,10 min.) a Busemannem, kterému už k lepšímu umístění nepomohl ani čas 4:29,27 min. Dvořák měl našlápnuto i k překonání tehdejšího evropského rekordu Daleyho Thompsona (8847 b.) a teoreticky se mohl pokusit už tehdy i o útok na světový rekord Dana O'Briena (potřeboval ovšem zaběhnout osobní rekord), nakonec ale před cílem zvolnil a radoval se raději z prvního světového titulu. Další dva pak získal v letech 1999 (Sevilla) a 2001 (Edmonton), světový rekord O'Briena překonal roku 1999 v Praze.